# درد سیاتیک
درد سیاتیک یا سیاتالژی که گاهی به سادگی سیاتیک (به فرانسوی: Sciatique) (به انگلیسی: Sciatica) نامیده می‌شود، به مجموعه علایمی گفته می‌شود که در اثر تحت فشار قرار گرفتن یا تحریک شدن عصب سیاتیک حاصل می‌شوند.
سیاتیک نام یک عصب است. اصطلاح سیاتیک در حقیقت مربوط به دردی است که در طول عصبی به همین نام انتشار می‌یابد. این عصب طولانی‌ترین عصب داخل بدن انسان است که از لگن تا انتهای پا ادامه دارد و در طول مسیر خود به شاخه‌های متعددی تقسیم می‌شود. هرگونه فشار بر روی این عصب می‌تواند باعث ایجاد درد در تمام طول عصب شود (یعنی مسیری که از کمر شروع می‌شود و از پشت پا پایین می‌آید و تا پاشنه پا می‌رسد). علائم ممکن است از یک درد خفیف تا ناتوانی و از کارافتادگی کامل متغیر باشد و گاهی ممکن است با احساس خارش، سوزش، بی‌حسی و ضعف عضلانی هم همراه باشد. این درد به‌طور تدریجی شروع شده و با گذشت زمان افزایش می‌یابد و در هنگام نشستن، برخاستن، عطسه یا سرفه‌کردن بدتر می‌شود. ویژگی آن این است که معمولاً فقط یکی از اندام‌های تحتانی را درگیر می‌کند. در موارد خیلی شدید بیماری، شاید حتی کنترل مثانه یا روده نیز از دست برود. این وضعیت اخیر، بسیار نادر، اما بسیار خطرناک است.

## انواع درد سیاتیک
- فتق دیسک بین مهره‌ای
- دژنراتیو دیسک (تخریب دیسک‌های بین مهره‌ای در قسمت کمری)
- تنگی کانال نخاعی (ستون مهره‌ها در قسمت کمری)
- بیماری اسپوندیلولیستزی (که در آن یک مهره به آرامی بر روی مهره دیگر و رو به جلو می‌لغزد).
- سندرم پیریفورمیس هم نام اختلالی است که در اثر اسپاسم عضله‌ای (گرفتگی عضلانی) به همین نام ایجاد می‌شود. این عضله در نزدیکی عصب سیاتیک قرار دارد و اسپاسم آن باعث فشار بر عصب و بروز درد سیاتیکی می‌شود.
- تومورهای نخاعی که بر روی ریشه‌های عصبی فشار وارد می‌کنند.
- سوانحی نظیر تصادفات اتومبیل یا ضرب دیدن ستون مهره‌ها که موجب آسیب به اعصاب می‌شوند
- تومورهای خود عصب سیاتیک که البته بسیار شایع هستند.[۲]

در برخی موارد هم هیچ‌گاه علتی جهت بیماری سیاتیک یافت نمی‌شود. درد سیاتیک یکی از دلایل شایع درد کمر و پا است و فتق دیسک بین مهره‌ای از علل شایع ایجاد آن است. در فتق دیسک بین مهره‌ای طناب نخاعی (ریشه‌های عصبی) فشرده شده یا تحت فشار قرار می‌گیرند که این موضوع نیز منجر به بروز علائمی شبیه به کمر درد و سیاتیک می‌شود.با این حال درد سیاتیک خود تنها یک علامت است و یک بیماری نیست، و عاملی که باعث ایجاد تحریک در عصب می‌شود را باید بیماری دانست.